# Ligne de tramway 579/1
Pour les articles homonymes, voir Ligne 579.
Ne doit pas être confondu avec Ligne de tramway 579/2.
La ligne 579/1 est une ancienne ligne de tramway vicinal de la Société nationale des chemins de fer vicinaux (SNCV) qui reliait Manhay à Melreux.

## Histoire
11 avril 1954 : suppression.

## Infrastructure

### Dépôts et stations
Nom : (gare) : quand le dépôt ou la station est accolé ou proche d'une gare.
Type : D : dépôt , S : station , Sf : si la station sert de gare douanière à la frontière , Sp : si la station est établie dans un bâtiment privé le plus souvent un café ou plus rarement une habitation privée.
| Illustration | Nom            | Type | Commune | Localisation                | État            | Remarques |
| ------------ | -------------- | ---- | ------- | --------------------------- | --------------- | --------- |
|              | Manhay         | D    | Manhay  | 50° 17′ 37″ N, 5° 40′ 30″ E | En service TEC. |           |
|              | Melreux (gare) | S    | Melreux | 50° 17′ 02″ N, 5° 26′ 29″ E | Hors service.   |           |

## Exploitation

### Horaires
Tableaux : 579 (1931), numéro de tableau partagé entre les lignes 579/1 et 579/2.